# Площадь Викторио Кодовильи
Площадь Викто́рио Кодови́льи (название с 18 мая 1970 года) — площадь в Восточном административном округе города Москвы на территории района Северное Измайлово.

## История
Площадь получила своё название 18 мая 1970 года в память о председателе Коммунистической партии Аргентины В. Кодовильи (1894—1970).

## Расположение
Площадь Викторио Кодовильи ограничена 3-й Парковой улицей с востока (проходит с юга на север), Сиреневым бульваром с юга (проходит с запада на восток) и Щёлковским проездом с запада (проходит от площади на северо-запад).
С севера на площадь выходит здание бывшего кинотеатра «Енисей» (закрыт в 1990-е годы, здание переоборудовано под торговые и складские помещения). Зелёная зона площади включена в перечень объектов Природного комплекса Москвы (объект № 25 под названием «Сквер у кинотеатра „Енисей“» в разделе «Восточный АО»). С 2015 года на площади идёт строительство храма в честь святого преподобного Саввы Сторожевского.

## Транспорт

### Наземный транспорт
По площади Викторио Кодовильи проходят автобусные маршруты № 34, 34к, 97, 230, 674. На площади Викторио Кодовильи расположены остановка «Щёлковский проезд» автобусов № 34, 34к, 230 (на Щёлковском проезде) и остановка «Площадь Викторио Кодовильи» автобуса № 97 (на 3-й Парковой улице на пересечении с Сиреневым бульваром).

### Метро
- Станция метро «Первомайская» Арбатско-Покровской линии — в 1,7 км на юг от площади, на пересечении 9-й Парковой улицы с Первомайской улицей и Измайловским бульваром.
- Станция метро «Щёлковская» Арбатско-Покровской линии — в 1,3 км на северо-восток от площади, на пересечении Щёлковского шоссе с 9-й Парковой и Уральской улицами.